# Idioma rapanui
El idioma rapanui o rapa nui (autoglotónimo Re'o Rapa Nui o Vānaŋa Rapa Nui), también llamado pascuense, es el idioma hablado por el pueblo rapanui en la Isla de Pascua (Chile), y forma parte del grupo de las lenguas polinesias orientales junto con el hawaiano, el mangarevano, el maorí, el marquesano, el rarotongano, el tahitiano y el tuamotuano. Su estructura fonética es típicamente polinesia, con cinco fonemas vocálicos y un número reducido de consonantes. Morfológicamente es muy similar al marquesano, mientras que su fonología es mucho más parecida a la del maorí.[cita requerida]

## Fonología
El idioma contiene diez vocales y nueve consonantes fonémicas.

### Vocales
|         | Anterior | Central | Posterior |
| ------- | -------- | ------- | --------- |
| Cerrada | i        |         | u         |
| Media   | e        |         | o         |
| Abierta |          | a       |           |

Todas las vocales pueden ser largas o cortas y siempre son largas cuando están acentuadas en la posición final de una palabra y si la palabra no termina en vocal larga, se pronuncia con mayor intensidad la penúltima sílaba. La mayoría de las secuencias vocales están presentes, con la excepción de *uo. La única secuencia de tres vocales idénticas es eee, también escrita ꞌēē (sí).

### Consonantes
|           | bilabial | coronal | velar | glotal |
| --------- | -------- | ------- | ----- | ------ |
| nasal     | m        | n       | ŋ     |        |
| oclusiva  | p        | t       | k     | ʔ      |
| fricativa | β        |         |       | h      |
| vibrante  |          | ɾ       |       |        |

## Escritura moderna
Hoy en día, se usa el alfabeto latino para escribir la lengua, al igual que las otras lenguas polinésicas. El alfabeto contiene diez vocales y diez consonantes.
| Grafía | AFI | Ejemplo     | Español          | Pronunciación aproximada                                                                                    |
| A, a   | a   | ariŋa       | cara             | Como la a del español en avena.                                                                             |
| Ā, ā   | a:  | 'karā       | ala              | Sin equivalente en español suena como una a alargada.                                                       |
| E, e   | e   | era         | aquel, aquella   | Como la e del español en caminé.                                                                            |
| Ē, ē   | e:  | 'ēē         | sí               | Sin equivalente en español suena como una e alargada.                                                       |
| H, h   | h   | hare        | casa             | Sonido aspirado, como la h del inglés en house o como la j de algunos dialectos del español.                |
| I, i   | i   | ivi         | hueso            | Como la i del español en imán.                                                                              |
| Ī, ī   | i:  | hāpī        | enseñar          | Sin equivalente en español suena como una i alargada.                                                       |
| K, k   | k   | koe         | tú               | Como la c del español en cosa.                                                                              |
| M, m   | m   | maika       | plátano          | Como la m del español en mesa.                                                                              |
| N, n   | n   | nui-nui     | grande           | Como la n del español en nariz.                                                                             |
| Ŋ, ŋ   | ŋ   | ŋaŋata      | hombres          | Como la n del español en anca, pero en principio de sílaba.                                                 |
| O, o   | o   | oru         | cerdo            | Como la o del español en oreja.                                                                             |
| Ō, ō   | o:  | pō          | noche            | Sin equivalente en español suena como una o alargada.                                                       |
| P, p   | p   | poki        | niño/a           | Como la p del español en pelo.                                                                              |
| R, r   | ɾ   | roŋo        | mensaje          | Como la r intervocálica del español en pera.                                                                |
| T, t   | t   | te          | el, la, los, las | Como la t del español en tomar.                                                                             |
| U, u   | u   | uma         | pecho            | Como la u del español en uña.                                                                               |
| Ū, ū   | u:  | hetu'u putū | febrero          | Sin equivalente en español suena como u una alargada.                                                       |
| V, v   | β   | vi'e        | mujer            | Como la b o v intervocálicas del español en deber o lavo.                                                   |
| '      | ʔ   | to'oku      | mi               | Sin equivalente en español, es una consonante sorda producida que interrumpe el flujo de aire en la glotis. |

La oclusión glotal presente en el inventario fonémico va representada por el signo ortográfico ' (apóstrofo recto) o por medio del saltillo (aunque sin distinguir entre mayúsculas y minúsculas) en la escritura. Du Feu (1996, p. 2) opina que la retención de esa consonante oclusiva glotal se debe al aislamiento geográfico de la isla a través de los años. Asimismo, las letras d, f, g, s y los dígrafos ch y ll se usan para las palabras de origen extranjero, sobre todo en las palabras tomadas del castellano.

## Escritura antigua o código mnemotécnico
Junto con la escritura woleai de la Micronesia, la sociedad rapanui desarrolló una forma de escritura conocida como rongo rongo, antes de la llegada de los europeos o a raíz de la visita de los españoles en 1770. 
Pese a numerosas reivindicaciones por parte de los autores, se puede afirmar sin lugar a dudas que hasta ahora los signos rongo rongo no han podido ser descifrados, debido a que los ancianos letrados, únicos conocedores de esta escritura o de este código mnemotécnico fueron raptados y esclavizados para hacerlos trabajar en las islas de guano y en las plantaciones peruanas. Debido a la tragedia y otros percances adversos estos hombres murieron y al parecer se llevaron consigo a la tumba los conocimientos de grabar y de leer y/o cantar los glifos rongo rongo.
Hoy en día quedan pocos objetos auténticos rongo rongo grabados, y una fuente de información existente podría ser la tradición oral de los ancianos rapanui, así como las anotaciones que hizo el Padre Sebastián Englert en sus libros de 1948 y de 1970. Dentro de los numerosos relatos hay uno que cuenta sobre la creación de una tablilla rongo rongo y de su texto. Ésta sea quizás una pista que nos podría llevar al entendimiento del código en cuestión, pero no se ha encontrado la dichosa tablilla, y los autores dudan sobre la veracidad del cuento o su exactitud.
El sistema de escritura rongo rongo se supone que está compuesto de sílabas y logogramas, es decir, imagen o símbolo que representa un ser, un objeto o una idea, pero no palabras o frases fijas, y según una tradición fue inventado hacia los siglos XII y XIII d. C. Además, se sabe con certeza que el sentido de la escritura es en bustrófedon inverso. Esto quiere decir que se lee de izquierda a derecha y de derecha a izquierda alternadamente por línea. Pero no es todo, porque se agrega a la lista de particularidades que por cada cambio de línea se da vuelta en 180 grados la tablilla. Así, la segunda línea de glifos está de cabeza y en otro sentido. Una teoría algo sorprendente ofrecida por el franco-húngaro Guillaume de Hevesy (1934, p. 665) en los años 1930, señalaba la relación genética entre dicha escritura y los supuestos signos gráficos del Valle del Indo debido a la gran semejanza entre algunos de los signos del sistema proto-índico y el rongo rongo, ambos cuestionados en varias ocasiones y no descifrados.
Aun así, el código pascuense parece ser una de las escrituras que más pasiones ha levantado entre los investigadores y su desciframiento quizás sea una llave para conocer el pasado de este pueblo antiguo y parte de la historia de Polinesia.

## Gramática
El género se puede expresar léxicamente, por ejemplo: poki tane «niño»; poki vahine «niña». Aunque tane y vahine son términos modernos adoptados del tahitiano y hablado entre las generaciones más jóvenes, los términos propiamente rapanui son: tama roa (masculino); tama hahine (femenino). Los pronombres personales son los siguientes: 
|   | Singular | Dual                 | Plural      |
| 1 | (ko)au   | incl. taua excl.maua | tātou mātou |
| 2 | koe      | kōrua                | kōrua       |
| 3 | īa       | rāua                 | rāua        |

Los pronombres demostrativos son los siguientes: te me'e nei (esto), te me'e ena (eso), te me'e era (aquello). Los interrogativos son  a'ai (¿quién?) o aha (¿qué?). El relativo es i. Los verbos rapanui tiene una raíz invariable: el tiempo y el aspecto se marcan mediante partículas, como en el resto de lenguas polinesias.

## Historia y estado de vitalidad

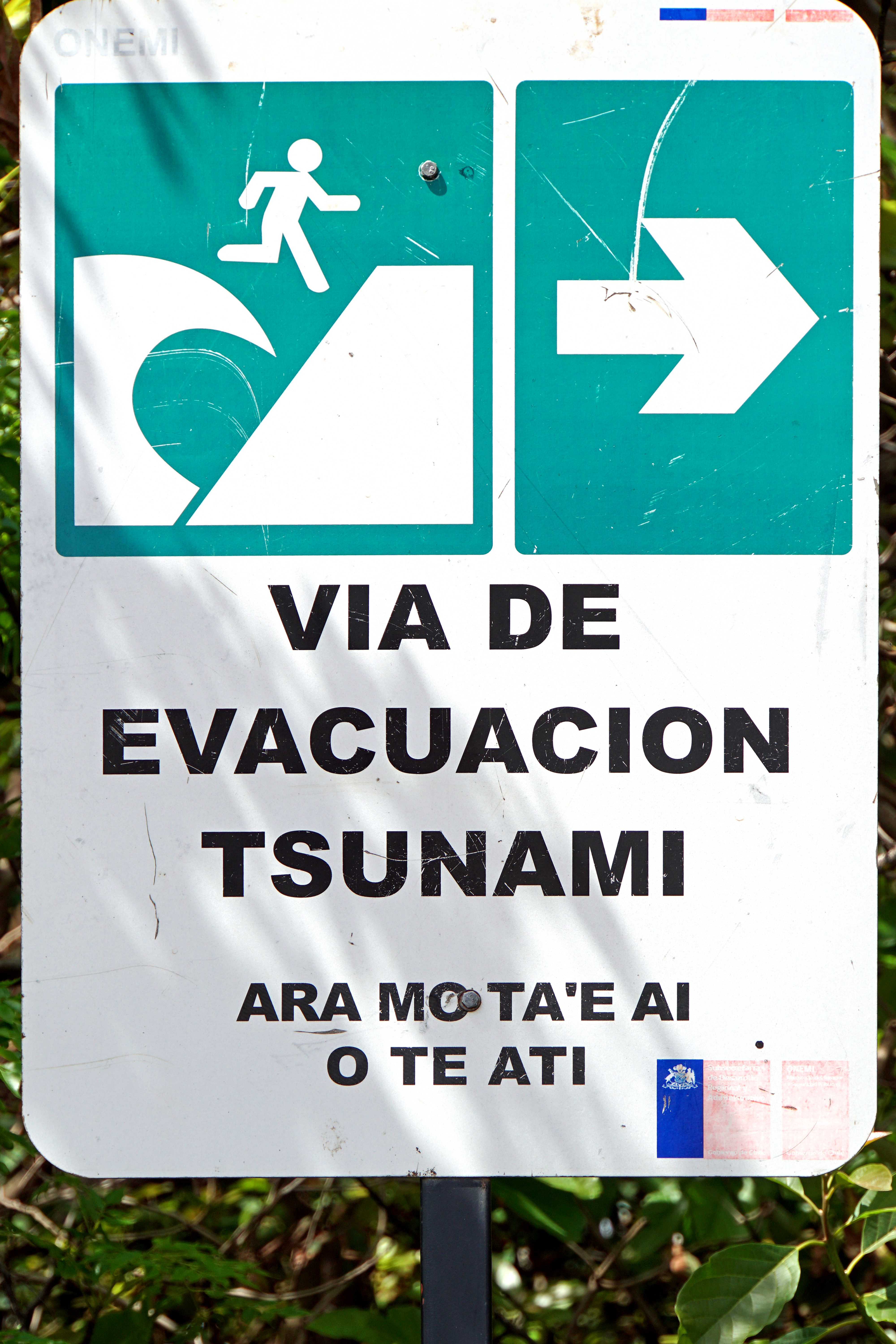
Aviso de ruta de evacuación en caso de tsunami en idioma español y en rapanui en la isla de Pascua (Chile) que se encuentra en la Polinesia, en el continente de Oceanía.

Entre 1864 y 1872, los contactos con europeos fueron sistemáticos tras la instalación en la isla de dos misiones religiosas francesas. En algún momento, la población nativa quedó reducida a menos de 150 personas, con lo que el idioma se transformó en un espacio vivo de lucha por la preservación histórica. Los primeros préstamos se dieron del francés y del inglés, a partir del siglo XVIII, debido a los contactos con los balleneros y otros tipos de buques europeos y norteamericanos. A partir de la segunda mitad del siglo XIX, se observa la penetración de léxico tahitiano ya que dicho idioma era utilizado en su labor catequista por los misioneros y por la repoblación de la isla con tahitianos y marquesanos tras el declive demográfico de los años 1860-1870 a causa de la actividad de esclavistas peruanos y de enfermedades contagiosas. También es importante la presencia de préstamos del hebreo y del latín, utilizados por los catequistas para traducir términos eclesiásticos y litúrgicos. En 1888 la isla fue anexada a Chile y, como consecuencia, la influencia del español chileno aumentó. 
Actualmente, el español es la lengua oficial de la isla, aunque el rapanui está amparado por las leyes, desde la aprobación en Chile en los años 1990 de la «Ley indígena». Una ordenanza municipal de Isla de Pascua de 2017 aprobó que el rapanui se transforme en la lengua oficial de la isla. Si bien la lengua rapanui goza de respeto y prestigio en la comunidad, siendo un elemento definitorio de la identidad de los hablantes, actualmente está considerada como una lengua en peligro de extinción.
Cuando en 1934 entró en vigor la educación formal en la isla, la lengua rapanui no figuraba en los planes de estudio, siendo incorporada recién en 1976 como asignatura a los planes de estudio. Hacia esa fecha, el 76% de los estudiantes hablaba la lengua vernácula; en 1997 este grupo representaba el 23%, y en 2016, solo alcanzaba el 10%. Según una encuesta realizada en 2016 por el Ministerio de Educación de Chile y la Unesco, el 50% de los hablantes de rapanui tiene más de 40 años de edad, y que la lengua es dominante en ambientes privados y en actividades sociales, familiares y tradicionales, mientras el español domina en áreas de uso nuevo y público.
No existen más de 2.500 hablantes de rapanui, 2.000 en la propia isla y el resto en el Chile continental y otras partes del mundo, aunque por otro lado Du Feu pone la cifra total en unos 2.000; en cambio, en 2009 Ethnologue estimaba en 2.200 en la isla y 200 o 300 en otras partes de Chile o el planeta. Idioma en franca regresión hasta hace poco, en la actualidad existe una Comisión de Estructuración de la Lengua pascuense, que ha elaborado una gramática fundamental y un diccionario etimológico. En junio de 2004 se instauró la Academia de la Lengua Rapa Nui ('Ūmaŋa Hatu Re'o), espacio que nació con el objetivo de preservar el idioma y apoyar la educación intercultural bilingüe en la isla. En 2017 se creó el centro educativo para niños Hoŋa'a Re'o («Nido de Lengua»), donde se habla exclusivamente rapanui.